# 三林京子
三林 京子（みつばやし きょうこ、1951年7月17日 - ）は、日本の女優、落語家、声優・ナレーター。本名、宮永 佳代子。
大阪市住吉区（現・住之江区）粉浜出身。米朝事務所所属。文化審議会委員と大阪府教育委員、大阪芸術大学短期大学部専任教授などを歴任した。

## 人物・来歴
実父は文楽の人形遣いで人間国宝の二世桐竹勘十郎。弟は同じく人形遣いの三世桐竹勘十郎（前名・吉田簑太郎）。同二世吉田簑太郎は甥に当たる。
文楽の人間国宝の家に生まれ育ったが、子供時代にNHK大阪放送児童劇団に入団。大谷中学校在学中の1965年より、東宝所属の大物女優・山田五十鈴に師事した。
1970年に大谷高等学校を卒業後、東宝演劇部と契約。プロデューサーで東宝重役の菊田一夫から「三林京子」と命名される。「三林」は「左右対称の文字の名前は大物になる」という菊田自身の持論からで、「京子」は本人に「何となく京都のイメージがした」ことに由来するという。同年の東宝の舞台『女坂』にて芸術座で初舞台に立ち、女優デビューを果たす。
1973年には、『太陽にほえろ!』(制作=東宝・日本テレビ）第62話でテレビデビュー。金庫破り一味の謎の司令塔役を演じた。1975年には『元禄太平記』でNHK大河ドラマ初出演。1978年にフリーとなり、新歌舞伎座、明治座、前進座などの舞台を中心に、俳優としてのキャリアを積む。他にも浄瑠璃、藤間流、山村流などの日本舞踊、狂言を修行する。1970年代後半にはNHKによる連続テレビ時代劇路線で相次いでヒロインに起用された。
連続テレビ小説（NHK総合）には1985年度後期放送の『いちばん太鼓』から2023年度後期放送の『ブギウギ』まで昭和・平成・令和の3時代にわたって9作品に出演している。

## 落語
三代目 桂 すずめ（かつら すずめ、1951年7月17日 - ）は、日本の落語家。本名、宮永 佳代子。
1997年6月、京都南座での舞台『海道一の男たち』で米朝一門と共演したのをきっかけに、3代目桂米朝に落語家として正式に入門。大いに話題となった。従来は米朝は女性の弟子はとらなかったので、一門初の女性落語家となる。三代目桂 すずめ（かつら すずめ）の名を許され、翌1998年に噺家としての初高座を踏んだ。現在も所属事務所は米朝事務所。

## 受賞歴
- 1975年「第13回ゴールデン・アロー賞」放送新人賞
- 1975年「日本映画・テレビ製作者協会賞」
- 1976年「エランドール賞」新人賞
- 2021年「大阪市市民表彰文化功労章」受賞

## 役職
- 1992年 大阪市いちょう大学（大阪市の高齢者大学）初代学長
- 1998年 大阪府教育委員（ - 2002年9月）
- 2000年 大阪市総合計画審議会委員
- 2001年 日本ユニセフ協会大阪支部評議委員
- 2002年 大阪駅地区都市再生懇談会委員
- 2003年 文化審議会委員
- 2007年 - 2018年 大阪芸術大学短期大学部広報学科 専任教授
- 2007年 文化審議会文化政策部会臨時委員
- 2013年 日本芸術文化振興基金運営委員

## 出演

### 舞台
- 女坂　　　（1970）芸術座　円地文子原作　菊田一夫脚本・演出　瑠璃子役
- 紅花物語　（1970）芸術座　水上勉原作　菊田一夫脚本・演出
- 花筵　　　（1970）芸術座　山本周五郎原作　菊田一夫脚本・演出
- とりかえばや秘文（1970）舟橋聖一原作　菊田一夫脚本・演出
- 可愛い女　（1971）芸術座　菊田一夫脚本・演出
- 花咲ける騎士道（1971）帝国劇場　ルネウェレ原作　菊田一夫脚本・演出
- 放浪記　　（1971年）芸術座 林芙美子原作　菊田一夫脚本・演出　 悠起 役
- 蒼き狼　　（1971）帝国劇場　井上靖原作　菊田一夫脚本・演出
- 淀どの日記（1971）帝国劇場　井上靖原作　榎本滋民脚本演出
- 夜汽車の人 (1971年) ｰ 芸術座 ｰ 菊田一夫脚本・演出
- 桐の花咲く（1972）芸術座　菊田一夫脚本・演出
- 墨東奇譚　（1972）芸術座　永井荷風原作　菊田一夫脚本・演出
- 歌麿　　　（1972）帝国劇場　菊田一夫脚本・演出
- 二十四の瞳（1972）芸術座　坪井栄原作　菊田一夫脚本・演出
- 道頓堀　　（1972）芸術座　菊田一夫脚本・演出
- 女橋　　　（1973）芸術座　溝口健二原作・依田義賢シナリオより　菊田一夫脚本・演出
- 雪燃え　　（1973）芸術座　円地文子原作　菊田一夫脚本・演出
- 国盗り物語（1973）帝国劇場　司馬遼太郎原作　小幡欣治脚本。演出
- 喜和　　　（1974）芸術座　宮尾登美子原作　平岩弓枝脚本・演出
- かっぽれ梅坊主（1974）梅田コマ劇場　小野田勇脚本　津上忠演出
- 菊枕　　　（1974）芸術座　松本清張原作　小幡欣治脚本・演出
- 人生とんぼ返り　殺陣師段平（1975）中座　長谷川幸延原作　マキノ雅弘脚本・演出
- 元禄太平記（1976）帝国劇場　南條範夫原作　津上忠脚本・演出
- 可愛い男　（1976）帝国劇場　大藪郁子脚本　有吉佐和子演出
- 愛染め高尾（1976）帝国劇場　榎本滋民脚本・演出
- 眠り狂四郎（1976）明治座　柴田錬三郎原作　土橋成男脚本・演出
- 丙午　　　（1976）芸術座　田口竹男作　宇野重吉演出
- 安珍清姫　（1977）帝国劇場　榎本滋民脚本・演出
- 菊櫻　　　（1978）帝国劇場　小幡欣治脚本・演出
- 恋花火弁天小僧（1978）明治座　小野田勇脚本・松浦竹夫演出
- 鳴門秘帖 (1979、NHK総合) -新歌舞伎座　吉川英治原作　田中喜三脚本　寺崎裕則演出 　見返りお綱
- 切られお富（1979）新歌舞伎座　河竹黙阿弥作　山中凰加演出　お富役
- 男の花道　（1979）新歌舞伎座　小国英雄原案　山中凰加脚本・演出　歌右衛門役　父娘共演で人形振り
- 日本巌窟王（1980）新歌舞伎座　小野田勇脚本　津上忠演出
- 薄桜記　　（1980）明治座　五味康祐原作　土橋成男脚本　松浦竹夫演出
- 長七郎天下御免（1981）御園座　土橋成男脚本・演出
- 眠狂四郎　（1981）新歌舞伎座　柴田錬三郎原作　土橋成男脚本・演出
- 蒼き狼　　（1981）東横劇場　井上靖原作　藤田敏雄脚本・演出
- 銭形平次捕物控（1981）新歌舞伎座　野村胡堂原作　高橋稔脚本・演出
- 銭形平次捕物控（1981）歌舞伎座　野村胡堂原作　高橋稔脚本　丹羽将文演出
- 怪異談牡丹灯篭（1982）新歌舞伎座　田中喜三脚本　戌井市郎演出
- 次男坊がらす　（1982）明治座　川口松太郎原作　土橋成男脚本・演出
- 次男坊がらす　（1983）新歌舞伎座　川口松太郎原作　土橋成男脚本・演出
- 恋花火ふたりからくり（1983）南座　磯田啓二脚本　臼杵吉春演出
- 春雨別れの舞（1983）明治座　友利風原作　土橋成男脚本・演出
- 新平家物語　（1984）明治座　吉川英治原作　田中喜三脚本　松浦竹夫演出
- 若き日の信長（1984）新歌舞伎座　田中喜三脚本　土橋成男演出
- 罠　　　　　（1985）西武パルコ　ロベール・トマ作　高橋昌也演出
- 信長　　　　（1985）明治座　山岡荘八原作　田中喜三脚本　市川猿之助演出
- おうどかもん茂平治（1985）前進座劇場　松本清張原作　津上忠脚本　高瀬精一郎演出
- 鬼龍院花子の生涯（1985）中座　宮尾登美子原作　沢島正継脚本・演出
- 新平家物語　（1985）新歌舞伎座　吉川英治原作　田中喜三脚本　松浦竹夫演出
- 一番櫓　　　（1986）名鉄ホール　芦屋雁之助脚本　井上思演出
- 陽暉楼　　　（1986）南座　宮尾登美子原作　沢島正継脚本　中川彰演出
- 次男坊がらす（1986）御園座　川口松太郎原作　土橋成男脚本・演出
- 舞扇　　　　（1986）明治座　楠田芳子脚本　小林俊一演出
- 鏡影綺譚      （1987）南座　　ホフマン物語より
- 暴れん坊将軍（1987）明治座　土橋成男脚本・演出
- 新平家物語　（1987）御園座　吉川英治原作　田中喜三脚本　松浦竹夫演出
- 暴れん坊将軍（1987）新歌舞伎座　迫間健脚本　松浦竹夫演出
- 風花の峠　　（1987）中日劇場
- 旗本退屈男　（1988）中座　沢島正継脚本・演出
- たいこどんどん（1988）前進座劇場・中座　井上ひさし作　高瀬精一郎演出
- 伊達騒動　　（1988）御園座　小野田勇脚本　三木のり平演出
- 夢・桃中軒牛右衛門の（1989）俳優座　宮本研作　木村光一演出
- 銭形平次捕物控（1989）名鉄ホール　井上梅次脚本・演出
- 近松心中物語 -（1989）英国・ロイヤルナショナルシアター他　秋元松代作 蜷川幸雄演出
- 女の心のひとり芝居（1990）三越劇場　宮本研作　宮田慶子演出
- ペールギュント（1990）青山劇場　蜷川幸雄演出
- 藪原検校　（1990）エディンバラ国際演劇フェスティバル参加
- 藤山寛美をしのぶ（1990）御園座
- 河のむこうで人が呼ぶ（1991）紀伊國屋ホール　山田太一脚本　木村光一演出
- 藪原検校　（1993）海外公演
- 風花の峠　（1994）新歌舞伎座
- 阿Q外伝　（1994）紀伊國屋ホール　宮本研作　木村光一演出
- 変身　　　（1994）一心寺シアター　早坂暁脚本・演出
- 遠山の金さん（1995）祇園歌舞練場
- 女狐　　　（1995）本田劇場
- 藪原検校　（1995）カナダ公演　井上ひさし作　木村光一演出
- 女相撲ハワイ大巡業（1996）一心寺シアター　早坂暁脚本・演出
- はなのお六（1996）南座
- ちゃんばら行進曲（1997）南座
- 一心太助　（1997）新歌舞伎座
- 街道一の男たち（1997）南座　沢島正継脚本・演出
- 戦国武士の有給休暇（1997）中座・前進座　ジェームス三木脚本・演出
- 夫婦善哉　（1998）南座他
- ヴギウギ時代（1999）新宿コマスタジアム
- 付き馬やおえん（1999）明治座　吉田剛脚本　金子良次演出
- 野口雨情伝・枯れすすき（2000）東京芸術劇場　新藤兼人作　神山征二郎・吉原廣演出
- びっくり怪盗伝（2000）新宿コマスタジアム　ジェームス三木脚本・演出
- 浪花弁天物語　（2002）新橋演舞場
- 藤山寛美十三回忌追善公演（2002）
- 夢の淡雪　（2002）中日劇場
- 友情　　　（2003）松竹座
- 博多思案橋（2003）新橋演舞場
- 喜劇まつり（2004）新橋演舞場
- 狸道中膝栗毛（2006）新歌舞伎座　石戸達郎脚本　金子良次演出
- 最愛の人　（2006）明治座　ジェームス三木脚本・演出
- 松竹新喜劇（2007）松竹座
- 出囃子一代（2008）新歌舞伎座　市川正脚本・演出
- だんだん　（2009）松竹座他　森脇京子脚本　樫田正剛演出
- かもめ　　（2010）吹田メイシアター　チェーホフ作　岩崎正裕演出
- 浪花恋しぐれ（2011）中日劇場　池田政之脚本・演政
- 雨宿り恋歌（2012）御園座他　わかぎえふ脚本・演出
- 夫婦うどん（2014）新歌舞伎座
- おしずの恋（2014）明治座他
- 地獄八景亡者戯（2016）松竹座　小佐田定男脚本　斎藤雅文演出
- 雲の上の青い空（2016）新歌舞伎座　ジェームス三木脚本・演出
- 夫婦喧嘩ラプソディー（2017）新歌舞伎座　川口松太郎作　金子良次演出
- 恐怖時代・多神教（2018）三越劇場　谷崎潤一郎作・泉鏡花作　藤間勘十郎脚本・演出
- 牡丹燈籠　（2019）三越劇場　三遊亭圓朝作　藤間勘十郎脚本・演出
- 喜劇 道頓堀ものがたり（2019）南座　宮永雄平脚本　浅香哲哉演出
- なにわ夫婦八景　（2020）松竹座　堤泰之脚本・演出
- 笑劇　大正浪漫（2021）明治座・新歌舞伎座　池田政之脚本・演出
- いごっそう纏天までとどけ（2022）新歌舞伎座　池田政之脚本・演出
- 偐紫田舎源氏（2024年）近鉄アート館他　柳亭種彦作　藤間勘十郎演出
- 其噂妖狐譚（2025年公演予定）春秋座他 藤間勘十郎脚本・演出[5]

### テレビドラマ
- 太陽にほえろ!　第62話「プロフェショナル」（1973年、日本テレビ） - 糸山かおる
- 伝七捕物帳 第14話「誓いの舞扇」（1973年、日本テレビ）
- 破れ傘刀舟 悪人狩り（1974年、NET・三船プロ） 第12話「狼の死ぬとき」 - お栄
- 大河ドラマ（NHK総合）
  - 元禄太平記（1975年） - おとき
  - 八代将軍吉宗（1995年） - 志保
  - 葵 徳川三代 （2000年） - 阿茶局
- 銭形平次（1966年、フジテレビ）
  - 第648話「一握りの夢」（1976年） - お新
  - 第685話「思案橋の女」（1979年） - お島
  - 第856話「一度は捨てた夢」（1983年） - おしん
- 花ぼうろ（1976年、よみうりテレビ）
- かげろうの家（1976年、日本テレビ）
- 鳴門秘帖 （1977年、NHK総合）- 見返りお綱
- 女のいくさ（1977年、フジテレビ）
- 江戸の渦潮 第20話（1978年、フジテレビ）
- 大江戸捜査網 第415話「鉄火女涙の情け肌」（1979年、12ch ・三船プロ） - お京
- 日本巌窟王（1979年、NHK総合）
- 江戸の牙 第7話「陰謀! 地獄の盛り場」（1979年、テレビ朝日）
- 土曜ワイド劇場 「遭難－切れたザイルの謎－」（1979年、テレビ朝日）
- 刑事鉄平（1979年、関西テレビ）
- 駆け込みビル7号室 第2話「ほん物ニセモノ?! 帰ってきた蒸発亭主」（1979年、フジテレビ・三船プロ）
- 半七捕物帳 第24話（1979年、テレビ朝日 / 歌舞伎座テレビ） ※尾上菊五郎版 - おきよ
- 花王名人劇場 「活動屋ばんざい」 マキノ省三のカチンコ人生（1979年、関西テレビ）
- 水戸黄門 （C.A.L、TBS）
  - 第11部 第20話「出世を願った嫁いびり-行田-」（1980年12月29日） - 堀江千勢
  - 第18部 第29話「母恋し涙の馬子唄-三島-」（1989年4月3日） - 梢
  - 第19部 第21話「烏に狙われた女-富山-」（1990年2月19日） - お美代
  - 第27部 第6話「瞼の母がついた嘘-天童-」（1999年4月26日） - おたつ
- 服部半蔵 影の軍団（1980年、関西テレビ） - お甲
- 木曜ゴールデンドラマ （よみうりテレビ）
  - 「夫婦善哉　世にもおもろい男と女の物語」（1980年）
  - 「道修町（どしょうまち）　愛に生き、愛に殉じた美しき姉妹」（1981年）
  - 「あヽ愛しき家族」（1991年）
- 御宿かわせみ 第12話「師走の客」（1980年、NHK総合）
- なにわの源蔵事件帳（1981年、NHK総合） -  駒千根
- ドラマ人間模様 「羊のうた」（1981年、NHK総合）
- 暴れん坊将軍シリーズ（テレビ朝日 / 東映）
  - 吉宗評判記　暴れん坊将軍 第159話「お仲成仏 灯籠ながし」（1981年） - お仲
  - 暴れん坊将軍II 第67話「男ひでりの花板修行!」（1984年） - お浜
  - 暴れん坊将軍III
    - 第28話「偽りの拝領妻」（1988年） - 喜和
    - 第44話「母の情けの舞扇」（1988年） - 花廼屋美鈴

  - 暴れん坊将軍XI 第14話「鬼と呼ばれたい女!」（2001年） - お六
- 長七郎天下ご免! 第14話「女の罠のうらおもて」（1981年、テレビ朝日 / 東映） - お紺
- 東芝日曜劇場 第1353回「もういちど旅立ち」（1982年、毎日放送）
- 大奥（1983年、関西テレビ） - 天璋院
  - 第47話「年上の佳人」
  - 第48話「悲恋の皇女和宮」
  - 第49話「江戸城のおさな妻」
  - 第50話「動乱に挑む女」
  - 第51話「華麗なる落日」
- 新なにわの源蔵事件帳（1983年、NHK総合） - 駒千根
- 火曜サスペンス劇場 （日本テレビ）
  - 「地底の殺意」（1983年） - 内海明子
  - 「季節はずれのサンタクロース」（1985年）
- 銀河テレビ小説　「愛してよろしいですか」（1984年、NHK総合） - 斉坂すみれ
- 夫婦ねずみ今夜が勝負 第9話「美人芸者登場!!お蝶アタマにくる」（1984年、テレビ東京）
- 弐十手物語 最終話「越前誘拐! 三十一文字の謎」（1984年、フジテレビ）
- 連続テレビ小説（NHK総合）
  - いちばん太鼓（1985年） - 白石鶴子
  - ぴあの（1994年） - 水元富子
  - ふたりっ子（1996年）- 米原桂子
  - オードリー （2000年） - 雀蓮
  - ファイト（2005年） - 高倉佳代
  - だんだん（2008年） - 田島初枝
  - カーネーション（2012年） - 清川澄子
  - スカーレット（2019年） - 大久保のぶ子
  - ブギウギ（2023年） - 大西トシ[6]
- 妻そして女シリーズ25「虹色の家」（1998年、毎日放送）
- 長七郎江戸日記 第2シリーズ 第11話（1988年、日本テレビ）-おあき
- 名奉行 遠山の金さん 第1シリーズ 第3話「引き裂かれた妻の夢」（1988年、テレビ朝日 / 東映） - るい
- はぐれ刑事純情派　第1シリーズ（1988年6月29日、テレビ朝日 / 東映）　第13話「女の中の悪魔」 - 西脇美也子
- 翔べ　ひよっ子（1989年、NHK総合）
- 新春時代劇スペシャル 「樅ノ木は残った」（1990年、日本テレビ） - 老女・鳥羽 役
- 妻そして女シリーズ41　「嫁・姑受験戦争」（1990年、毎日放送） - 妙子
- 女系家族（1991年、毎日放送）
- 夜会の果て（1997年、NHK総合）
- ドラマ新銀河（NHK総合）
  - 京都発・ぼくの旅立ち（1996年） - キク 役
- 番茶も出花　新春特別編　これでもお正月?（1998年、TBS）
- 大岡越前 第15部 第8話「花嫁割いた母ふたり」（1998年10月26日、TBS / C.A.L） - お梶
- 木綿のハンカチ2〜ライトウインズ物語（1999年、NHK総合）
- 悪質商法啓発ドラマ　許さへんで悪質商法（2000年、毎日放送）
- 東野圭吾ミステリー「悪意」（2001年、NHK総合）
- 生存　愛する娘のために（2002年、NHK総合）
- 幼稚園ゲーム2〜社宅篇〜（2002年、CBC） - 磯野
- ドラマ 「新しい朝が来た～8月15日のラジオ体操～」（2003年、NHK総合）
- 幼稚園ゲーム3 （2004年、CBC） - 小川世津子
- 最後の忠臣蔵 （2004年、NHK総合）
- 水曜ミステリー9・湯けむりドクター華岡万里子の温泉事件簿（2005年 - 2013年、テレビ東京） - 青田富士子
- 新キッズ・ウォー2（2006年、CBC） - 河合波江
- ドラマSP「大阪ラブ&ソウル」（2010年11月6日、NHK総合）
- ミヤコが京都にやって来た!（2021年1月10日 - 2月14日・2022年10月1日 - 3日、朝日放送テレビ）- 池田久子[7]
- 生きるとか死ぬとか父親とか（2021年5月14日、テレビ東京） - ケイコ伯母さん 役

### 映画
- アラスカ物語 （東宝、1977年1月）
- 若い人 （東宝、サンミュージック、1977年4月） - 橋本スミ子 役
- 隠密同心 大江戸捜査網 （12ch ・東宝、1979年12月） - 菊弥 役
- じゃりン子チエ （キティ・ミュージック、東京ムービー新社、1981年4月:竹本ヨシ江の声優）
- あ、春 （トラム、松竹、衛星劇場、1998年12月）
- 虹の岬 （東北新社、1999年4月）
- ニワトリはハダシだ （シマフィルム、ビーワールド、衛星劇場、2004年11月）

### 吹き替え
- シャーロック・ホームズの冒険（エレーナ・アドラー）

### ラジオ
- あんあんさえら（1971年 - 1973年、FM東京）
- おとなの普段着（ラジオ関西）
- FMシアター「夫婦うどん」（2002年11月30日、NHK-FM、NHK大阪制作）
- FMシアター「おかんの結婚　僕の結婚』（2021年6月12日、NHK-FM）

### バラエティほか
- 第26回NHK紅白歌合戦（1975年12月31日、NHK総合・ラジオ第1） - 審査員
- もっともっと関西（NHK大阪）

### CM
- ライオン エメロン石鹸
- 沢の鶴
- サントリー ロコモア

## 著書
- 『お先にどうぞ』（随筆、いるむ株式会社、1998年6月15日、ISBN 4-87625-600-4）

## DVD
- 服部半蔵 影の軍団 （東映ビデオ、2006年12月8日）